# Maxime Marotte
Pour les articles homonymes, voir Marotte.
Maxime Marotte, né le 5 décembre 1986 à Mulhouse, est un coureur cycliste français spécialiste de VTT cross-country. Il arrête sa carrière sportive à la fin de l'année 2024.

## Biographie
Il est deux fois champion de France de cross-country, en 2017 et 2021.
Il obtient la 3e place du classement général de la Coupe du monde de cross-country trois années de suite en 2016, 2017 et 2018.
Il termine  à la 4e place du cross-country des Jeux olympiques de 2016.
Il arrête sa carrière sportive à la fin de l'année 2024. 

## Palmarès en VTT

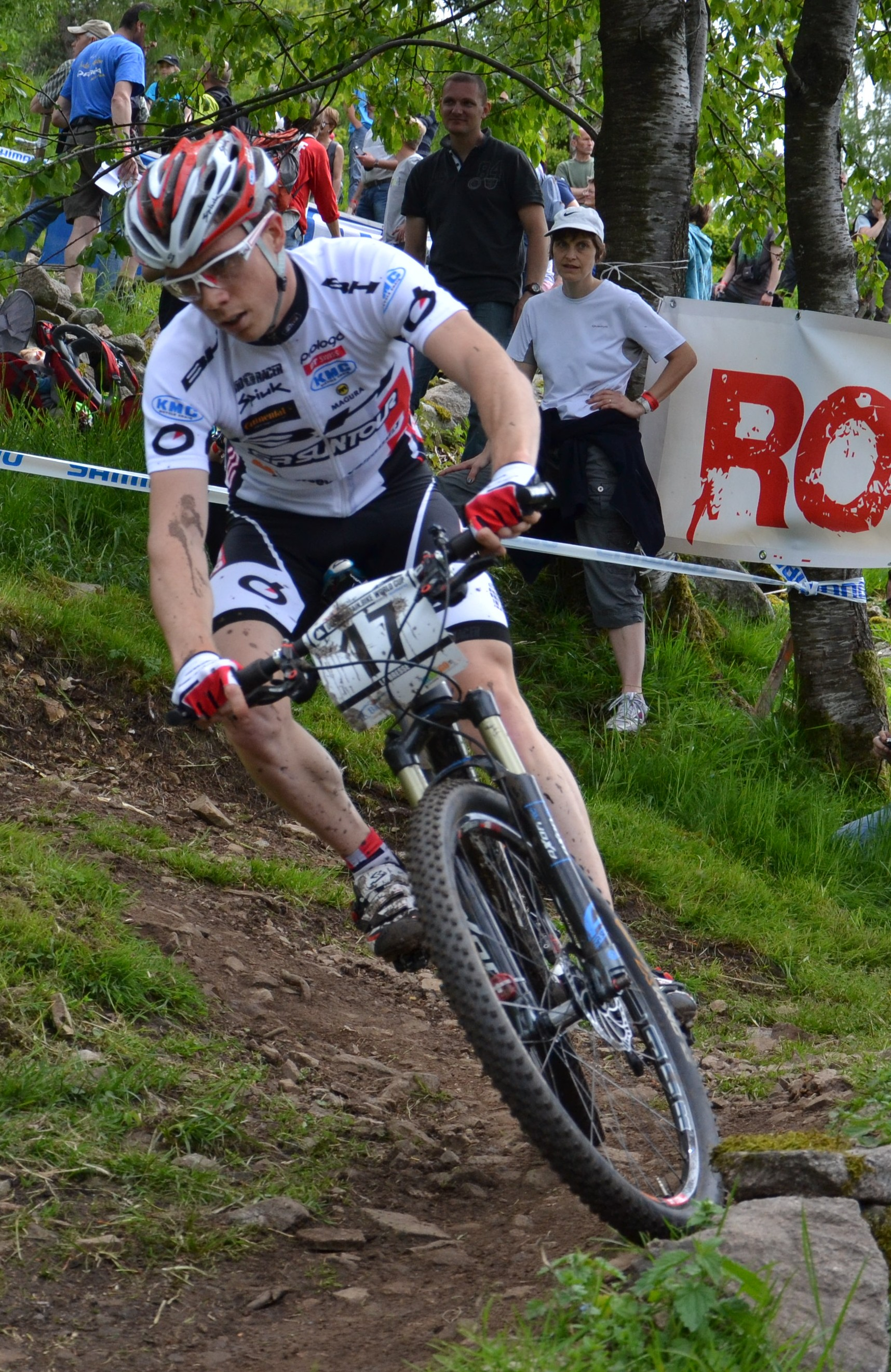
Maxime Marotte à la Coupe du monde de VTT 2012 à La Bresse.

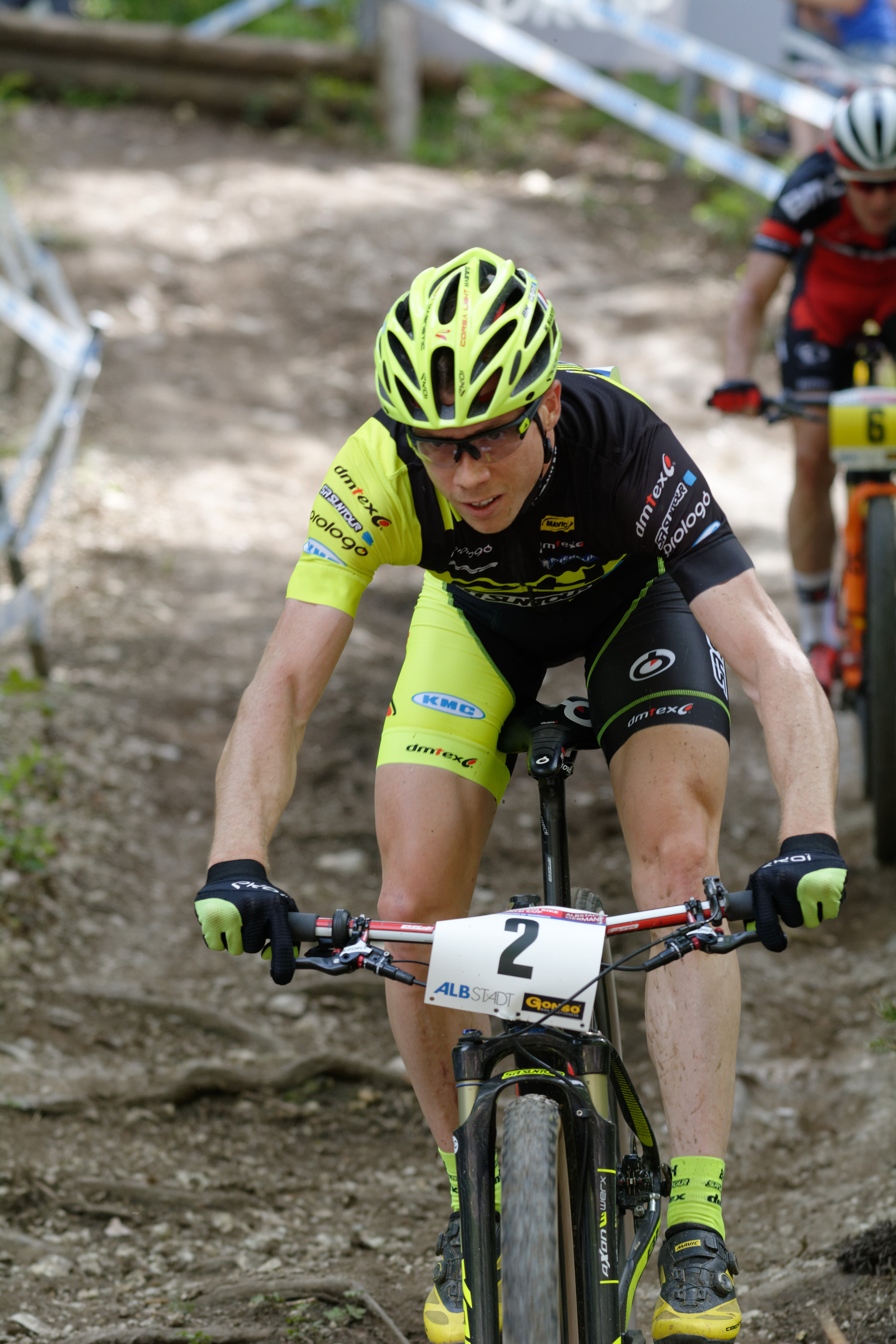
Maxime Marotte à la Coupe du monde de VTT 2016 à Albstadt.

### Jeux olympiques
- Rio 2016
  - 4e du cross-country

### Championnats du monde
- Les Gets 2004
  -  Médaillé de bronze du cross-country juniors
- Champéry 2011
  -  Champion du monde du relais mixte (avec Fabien Canal, Victor Koretzky et Julie Bresset)
- Saalfelden-Leogang 2012
  -  Médaillé d'argent du relais mixte (avec Jordan Sarrou, Victor Koretzky et Julie Bresset)
- Pietermaritzburg 2013
  -  Médaillé d'argent du relais mixte (avec Jordan Sarrou, Raphaël Gay et Julie Bresset)
- Lillehammer-Hafjell 2014
  -  Champion du monde du relais mixte (avec Jordan Sarrou, Hugo Pigeon et Pauline Ferrand-Prévot)

### Coupe du monde
- Coupe du monde de cross-country
  - 2011 : 5e du classement général
  - 2012 : 13e du classement général
  - 2013 : 9e du classement général
  - 2014 : 10e du classement général
  - 2015 : 7e du classement général
  - 2016 : 3e du classement général
  - 2017 : 3e du classement général
  - 2018 : 3e du classement général
  - 2020 : pas de classement général établi
  - 2021 : 13e du classement général
  - 2021 : 13e du classement général
  - 2022 : 10e du classement général
  - 2023 : 30e du classement général
  - 2024 : 38e du classement général

- Coupe du monde de cross-country short track
  - 2022 : 11e du classement général
  - 2023 : 32e du classement général
  - 2024 : 34e du classement général

### Championnats d'Europe
- 2011
  -  Champion d'Europe du relais (avec Fabien Canal, Victor Koretzky et Julie Bresset)
- 2014
  -  Champion d'Europe du relais (avec Jordan Sarrou, Hugo Pigeon et Margot Moschetti)

### Compétitions nationales
- 2008
  -  Champion de France de cross-country espoirs
- 2010
  -  Champion de France de cross-country marathon
  - 2e du championnat de France de cross-country
  - Coupe de France de VTT
- 2011
  - 2e du championnat de France de cross-country
  - Coupe de France de VTT
- 2012
  - 3e du championnat de France de cross-country
  - Coupe de France de VTT
- 2013
  - 3e du championnat de France de cross-country
- 2014
  - 2e du championnat de France de cross-country marathon
- 2015
  -  Champion de France de cross-country marathon
  - 2e du championnat de France de cross-country
- 2016
  - 2e du championnat de France de cross-country
- 2017
  -  Champion de France de cross-country
- 2018
  - 3e du championnat de France de cross-country
- 2021
  -  Champion de France de cross-country
  - 2e du short track
- 2023
  - 3e du cross-country

## Palmarès sur route
- 2014
  - Grand Prix de Damelevières
- 2016
  - 3e de la Transversale des As de l'Ain